# Le Plagnal
 Le Plagnal  es una población y comuna francesa, ubicada en la región de Ródano-Alpes, departamento de Ardèche, en el distrito de Largentière y cantón de Saint-Étienne-de-Lugdarès.

## Demografía
| 123 | 104 | 81 | 69 | 70 | 53 |
| Para los censos de 1962 a 1999 la población legal corresponde a la población sin duplicidades (Fuente: INSEE [Consultar]) |     |    |    |    |    |